# Linden-Center
Das Linden-Center ist ein Einkaufszentrum in Berlin-Neu-Hohenschönhausen. Es wurde am 26. Oktober 1995 eröffnet und ist neben dem Eastgate in Marzahn, dem Ring-Center in Lichtenberg sowie dem Forum Köpenick eines der bedeutenden Einkaufszentren im Osten Berlins.

## Lage und Ausstattung
Das Center befindet sich am Prerower Platz 1–3 im Zentrum des Ortsteils, 800 Angestellte sind hier beschäftigt. Es liegt an der Falkenberger Chaussee und in der Nähe des Bahnhofes Hohenschönhausen. Das Center besitzt eine Verkaufsfläche von etwa 25.000 m² auf insgesamt drei Ebenen. Es verfügt über 800 Parkplätze auf zwei Ebenen.
Der Galeria Kaufhof im Linden-Center wurde am 17. Oktober 2020 geschlossen.

## Geschichte

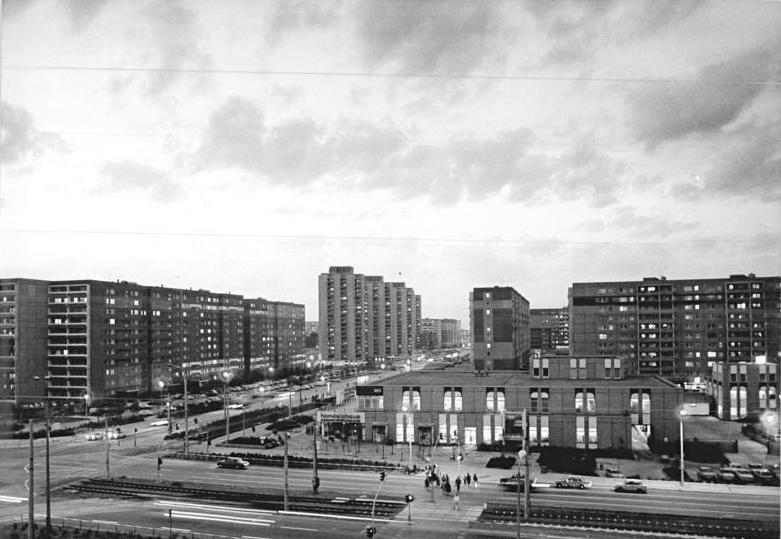
Blick auf das ehemalige Handelshaus 1988 (Südostansicht)

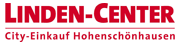
Linden-Center-Logo

An gleicher Stelle befand sich vorher das Handelshaus, ein kleineres Einkaufszentrum in der für diese Gegend typischen  Plattenbauweise, welches am 26. September 1985 eröffnet wurde und dem damals neugegründeten Bezirk Hohenschönhausen als Waren- und Dienstleistungszentrum diente.
Im April 1994 begannen die Abrissarbeiten zugunsten des neuen Centers, welches zwischen dem 6. Juli 1994 und dem 26. Oktober 1995 in knapp anderthalb Jahren erbaut wurde. Das Linden-Center wurde von der ECE Projektmanagement GmbH & Co. KG bewusst als innerstädtischer Gegenvorschlag zu den „Bauten auf der Grünen Wiese“ in Zusammenarbeit mit den kommunalen Einrichtungen konzipiert, erbaut und nach Branchen differenziert vermietet. Als gesellschaftliche Einrichtung genießt die Anna-Seghers-Bibliothek bevorzugte Bedingungen. Sie organisiert Ausstellungen zu historischen Themen.